# Liste der Lieder von Boney M.
Dies ist eine Liste aller auf Tonträger veröffentlichten Disco-Formation, Boney M.,
Die Liste ist alphabetisch sortiert und enthält Titel, Autoren, Tonträger und Erscheinungsjahr.

## Alben
Es sind alle Lieder von folgenden Boney M.-Alben und Singles aufgelistet:
| - 1976: Take the Heat Off Me - 1977: Love for Sale - 1978: Nightflight to Venus - 1979: Oceans of Fantasy - 1981: Boonoonoonoos - 1981: Christmas Album - 1984: Ten Thousand Lightyears - 1985: Eye Dance |

## 106 Lieder

### #
| # | Titel             | Dauer | Autoren                                                                 | Album                   | Jahr |
| - | ----------------- | ----- | ----------------------------------------------------------------------- | ----------------------- | ---- |
| 1 | 10.000 Lightyears | 4:06  | Frank Farian, Peter Bischof-Fallenstein, Dietmar Kawohl, Mats Björklund | Ten Thousand Lightyears | 1984 |

### A
| # | Titel                    | Dauer | Autoren                                                       | Album                   | Jahr |
| - | ------------------------ | ----- | ------------------------------------------------------------- | ----------------------- | ---- |
| 1 | African Moon             | 2:50  | Frank Farian, Helmut Rulofs, Catherine Courage, Liz Mitchell, | Boonoonoonoos           | 1981 |
| 2 | The Alibama              | 3:11  | Frank Farian, Hans-Jörg Mayer, Sandy Davis                    | Ten Thousand Lightyears | 1984 |
| 3 | A Woman Can Change A Man | 3:34  | Fred Jay, Frank Farian                                        | Love For Sale           | 1977 |

### B
| #  | Titel                                      | Dauer | Autoren | Album                   | Jahr |
| -- | ------------------------------------------ | ----- | --- | ----------------------- | ---- |
| 1  | Baby Do You Wanna Bump erschien als Single | 6:53  | Hans-Jörg Mayer, Zambi                                                                                      | Take The Heat Off Me    | 1976 |
| 2  | Bahama Mama erschien als Single            | 3:16  | Fred Jay, Frank Farian, Stefan Klinkhammer                                                                  | Oceans Of Fantasy       | 1979 |
| 3  | Bang Bang Lulu erschien als Single         | 3:01  | Frank Farian, Peter Bischof-Fallenstein, F. Reuter                                                          | Eye Dance               | 1985 |
| 4  | Barbarella Fortuneteller                   | 2:58  | Frank Farian, Dietmar Kawohl, Sandy Davis                                                                   | Ten Thousand Lightyears | 1984 |
| 5  | Bel Ami                                    | 3:12  | Frank Farian, Peter Bischof-Fallenstein, Tina Rainford                                                      | Ten Thousand Lightyears | 1984 |
| 6  | Belfast erschien als Single                | 3:40  | Jimmy Bilsbury, Drafi Deutscher, Joe Menke                                                                  | Love For Sale           | 1977 |
| 7  | Boonoonoonoos                              | 4:37  | Fred Jay, Frank Farian, Van Morrison, Giorgio Sgarbi, Rainer M. Ehrhardt, Catherine Courage, Leonard Dillon | Boonoonoonoos           | 1981 |
| 8  | Breakaway                                  | 3:45  | Kelvin James                                                                                                | Boonoonoonoos           | 1981 |
| 9  | Brown Girl in the Ring erschien als Single | 4:00  | Frank Farian                                                                                                | Nightflight To Venus    | 1978 |
| 10 | Bye Bye Bluebird                           | 4:47  | Fred Jay, Frank Farian, Hans-Jörg Mayer, Stefan Klinkhammer                                                 | Oceans Of Fantasy       | 1979 |

### C
| # | Titel | Dauer | Autoren                                                              | Album                                | Jahr |
| - | --- | ----- | -------------------------------------------------------------------- | ------------------------------------ | ---- |
| 1 | Calendar Song (January, February, March...) | 2:37  | Christian Kolonovits, Frank Farian                                   | Oceans Of Fantasy                    | 1979 |
| 2 | Chica Da Silva | 5:33  | Frank Farian, Catherine Courage, Günter Reyam                        | Eye Dance                            | 1985 |
| 3 | Children of Paradise erschien als Single | 4:40  | Frank Farian, George Reyam, Fred Jay                                 | Children of Paradise / Gadda-Da-Vida | 1980 |
| 4 | Christmas Medley: "Silent Night, Holy Night (Stille Nacht, heilige Nacht)"/ "Snow Falls Over The Ground (Leise rieselt der Schnee)" / "Hear Ye the Message" | 6:20  | Franz Xaver Gruber, Joseph Mohr, Eduard Ebel, Frank Farian, Fred Jay | Christmas Album                      | 1981 |
| 5 | Consuela Biaz erschien als Single | 3:50  | Frank Farian, Michael O’Hara, Catherine Courage                      | Boonoonoonoos                        | 1981 |

### D
| # | Titel                                      | Dauer | Autoren                    | Album                   | Jahr |
| - | ------------------------------------------ | ----- | -------------------------- | ----------------------- | ---- |
| 1 | Daddy Cool erschien als Single             | 4:05  | Frank Farian, George Reyam | Take The Heat Off Me    | 1976 |
| 2 | Dancing In The Streets erschien als Single | 3:58  | Frank Farian               | Nightflight To Venus    | 1978 |
| 3 | Darkness Is Falling                        | 3:02  | Fred Jay, Helmut Rulofs    | Christmas Album         | 1981 |
| 4 | Dizzy                                      | 3:28  | Tommy Roe                  | Ten Thousand Lightyears | 1984 |

### E
| # | Titel                       | Dauer | Autoren                                     | Album                   | Jahr |
| - | --------------------------- | ----- | ------------------------------------------- | ----------------------- | ---- |
| 1 | El Lute erschien als Single | 5:48  | Hans Blum, Fred Jay, Frank Farian           | Oceans Of Fantasy       | 1979 |
| 2 | Exodus (Noah's Ark 2001)    | 5:19  | Frank Farian, Clifton Davis, Dietmar Kawohl | Ten Thousand Lightyears | 1984 |
| 3 | Eye Dance                   | 4:04  | Frank Farian, Mary S. Applegate, Pit Löw,   | Eye Dance               | 1985 |

### F
| # | Titel                                      | Dauer | Autoren                                 | Album                   | Jahr |
| - | ------------------------------------------ | ----- | --------------------------------------- | ----------------------- | ---- |
| 1 | Felicidad (Margherita) erschien als Single | 4:33  | Reno Massara, Rosella Conz              | Boonoonoonoos           | 1981 |
| 2 | Feliz Navidad                              | 3:07  | José Feliciano                          | Christmas Album         | 1981 |
| 3 | Fever                                      | 4:05  | John Davenport, Eddie Cooley            | Take The Heat Off Me    | 1976 |
| 4 | Future World                               | 3:48  | Frank Farian, Peter Bischof-Fallenstein | Ten Thousand Lightyears | 1984 |

### G
| # | Titel                                                       | Dauer | Autoren                                          | Album                                | Jahr |
| - | ----------------------------------------------------------- | ----- | ------------------------------------------------ | ------------------------------------ | ---- |
| 1 | Gadda-Da-Vida                                               | 5:18  | Doug Ingle                                       | Children of Paradise / Gadda-Da-Vida | 1980 |
| 2 | Give It Up                                                  | 3:58  | Bernd Dietrich, Gerd Grabowski, Engelbert Simons | Eye Dance                            | 1985 |
| 3 | Gloria, Can You Waddle                                      | 4:00  | Frank Farian, Hans-Jörg Mayer                    | Love For Sale                        | 1977 |
| 4 | Going Back West erschien als Single                         |       |                                                  |                                      | 1982 |
| 5 | Goodbye My Friend                                           | 5:10  | Frank Farian, Helmut Rulofs, Catherine Courage   | Boonoonoonoos                        | 1981 |
| 6 | Got Cha Loco                                                | 3:34  | Eric Stewart, Graham Gouldman                    | Eye Dance                            | 1985 |
| 7 | Gotta Go Home                                               | 3:45  | Fred Jay, Frank Farian, Heinz Huth, Jürgen Huth  | Oceans Of Fantasy                    | 1979 |
| 8 | Got A Man On My Mind (mit Liz Mitchell) erschien als Single | 3:30  | Fred Jay, Frank Farian                           | Take The Heat Off Me                 | 1976 |

### H
| # | Titel                                                        | Dauer | Autoren                                       | Album                                                 | Jahr |
| - | ------------------------------------------------------------ | ----- | --------------------------------------------- | ----------------------------------------------------- | ---- |
| 1 | Happy Song erschien als Single                               | 4:18  | Abacap, Ivana Spagna, Bacciocchi              | Happy Song / School's Out                             | 1984 |
| 2 | Have You Ever Seen The Rain                                  | 3:35  | John C. Fogerty                               | Love For Sale                                         | 1977 |
| 3 | Heart Of Gold                                                | 4:05  | Neil Young                                    | Nightflight To Venus                                  | 1978 |
| 4 | He Was A Steppenwolf                                         | 6:13  | Fred Jay, Frank Farian, Stefan Klinkhammer    | Nightflight To Venus                                  | 1978 |
| 5 | Hold On I'm Coming (mit Precious Wilson) erschien als Single | 3:32  | Stefan Klinkhammer, Isaac Hayes, David Porter | Oceans Of Fantasy                                     | 1979 |
| 6 | Homeland Africa (Ship Ahoi)                                  | 4:20  | Frank Farian, Leon Huff, Kenny Gamble         | Boonoonoonoos                                         | 1981 |
| 7 | Hooray! Hooray! It's a Holi-Holiday erschien als Single      | 3:56  | Frank Farian, Fred Jay                        | Hooray! Hooray! It's a Holi-Holiday / Ribbons of Blue | 1979 |

### I
| # | Titel                                         | Dauer | Autoren                                                 | Album                   | Jahr |
| - | --------------------------------------------- | ----- | ------------------------------------------------------- | ----------------------- | ---- |
| 1 | I Feel Good                                   | 3:05  | Frank Farian, Peter Bischof-Fallenstein, Franz Bartzsch | Ten Thousand Lightyears | 1984 |
| 2 | I'll Be Home for Christmas                    | 3:44  | Catherine Courage, Frank Farian, Helmut Rulofs          | Christmas Album         | 1981 |
| 3 | I'm Born Again erschien als Single            | 4:08  | Fred Jay, Stefan Klinkhammer, Helmut Rulofs             | Oceans Of Fantasy       | 1979 |
| 4 | (I Need A) Babysitter (New Mix)               | 3:46  | —                                                       | Ten Thousand Lightyears | 1984 |
| 5 | I See A Boat On The River erschien als Single | 4:40  | Fred Jay, Frank Farian, Helmut Rulofs, Gilla Winger     | Oceans Of Fantasy       | 1979 |

### J
| # | Titel                                                   | Dauer | Autoren                                  | Album                   | Jahr |
| - | ------------------------------------------------------- | ----- | ---------------------------------------- | ----------------------- | ---- |
| 1 | Jambo - Hakuna Matata (No Problems) erschien als Single |       |                                          |                         | 1983 |
| 2 | Jimmy                                                   | 3:52  | Frank Farian, Johan Daansen, Brad Howell | Boonoonoonoos           | 1981 |
| 3 | Jimmy 1984                                              | 3:02  | Frank Farian                             | Ten Thousand Lightyears | 1984 |
| 4 | Jingle Bells                                            | 2:53  | James Lord Pierpont, Frank Farian        | Christmas Album         | 1981 |

### K
| # | Titel                               | Dauer | Autoren                                                                             | Album                               | Jahr |
| - | ----------------------------------- | ----- | ----------------------------------------------------------------------------------- | ----------------------------------- | ---- |
| 1 | Kalimba de Luna erschien als Single | 4:31  | Tony Esposito, Mauro Malavasi, Remo Licastro, Giuseppe Amoruso, Gianluigi di Franco | Kalimba de Luna / 10.000 Lightyears | 1984 |
| 2 | King Of The Road                    | 3:26  | Roger Miller                                                                        | Nightflight To Venus                | 1978 |

### L
| # | Titel                                     | Dauer | Autoren                                                 | Album                            | Jahr |
| - | ----------------------------------------- | ----- | ------------------------------------------------------- | -------------------------------- | ---- |
| 1 | Lady Godiva                               | 3:32  | Peter Bischof-Fallenstein, Frank Farian                 | More Gold - 20 Super Hits Vol. 2 | 1993 |
| 1 | Let It All Be Music (mit Precious Wilson) | 4:46  | Christian Kolonovits, W. S. van Vugt                    | Oceans Of Fantasy                | 1979 |
| 2 | Little Drummer Boy                        | 4:21  | Harry Simeone, K.K. Davis, Henry Onorati                | Christmas Album                  | 1981 |
| 3 | Living Like A Moviestar                   | 3:04  | Frank Farian, Peter Bischof-Fallenstein, Dietmar Kawohl | Ten Thousand Lightyears          | 1984 |
| 4 | Love For Sale                             | 5:10  | Cole Porter                                             | Love For Sale                    | 1977 |
| 5 | Lovin' Or Leavin                          | 4:30  | Fred Jay, Frank Farian                                  | Take The Heat Off Me             | 1976 |

### M
| # | Titel                                             | Dauer | Autoren                                               | Album                | Jahr |
| - | ------------------------------------------------- | ----- | ----------------------------------------------------- | -------------------- | ---- |
| 1 | Ma Baker erschien als Single                      | 4:47  | Fred Jay, Frank Farian, Günter Reyam                  | Love For Sale        | 1977 |
| 2 | Ma Baker (mit Sash!) erschien als Single          | 4:47  | Fred Jay, Frank Farian, Günter Reyam                  | Ma Baker             | 1999 |
| 3 | Mary’s Boy Child / Oh My Lord erschien als Single | 5:43  | Fred Jay, Frank Farian, Jester Hairston, Lorin Maazel | Nightflight To Venus | 1978 |
| 4 | Malaika erschien als Single                       | 2:48  | Trad., Frank Farian, Hans-Jörg Mayer                  | Boonoonoonoos        | 1981 |
| 5 | Motherless Child                                  | 5:00  | Trad., Frank Farian, Liz Mitchell                     | Love For Sale        | 1977 |
| 6 | My Friend Jack erschien als Single                | 4:39  | Smoke                                                 | Oceans Of Fantasy    | 1979 |
| 7 | My Chérie Amour erschien als Single               | 4:04  | Stevie Wonder, Sylvia Moy, Henry Cosby                | Eye Dance            | 1985 |

### N
| # | Titel                                          | Dauer | Autoren                                                                      | Album                | Jahr |
| - | ---------------------------------------------- | ----- | ---------------------------------------------------------------------------- | -------------------- | ---- |
| 1 | Never Change Lovers In The Middle Of The Night | 5:12  | Fred Jay, Keith Forsey, Mats Björklund                                       | Nightflight To Venus | 1978 |
| 2 | New York City                                  | 3:43  | Frank Farian, Hans-Jörg Mayer, Stefan Klinkhammer                            | Take The Heat Off Me | 1976 |
| 3 | Nightflight To Venus                           | 5:15  | Fred Jay, Frank Farian, Dietmar Kawohl                                       | Nightflight To Venus | 1978 |
| 4 | No More Chain Gang                             | 5:17  | Fred Jay, Frank Farian, Keith Forsey, Stefan Klinkhammer, Rainer M. Ehrhardt | Oceans Of Fantasy    | 1979 |
| 5 | No Woman No Cry                                | 5:00  | Vincent Ford                                                                 | Take The Heat Off Me | 1976 |

### O
| # | Titel             | Dauer | Autoren                                            | Album             | Jahr |
| - | ----------------- | ----- | -------------------------------------------------- | ----------------- | ---- |
| 1 | Oceans Of Fantasy | 5:05  | Fred Jay, Stefan Klinkhammer, Dietmar Kawohl, Zill | Oceans Of Fantasy | 1979 |

### P
| # | Titel                           | Dauer | Autoren                            | Album                | Jahr |
| - | ------------------------------- | ----- | ---------------------------------- | -------------------- | ---- |
| 1 | Painter Man erschien als Single | 3:45  | Kenny Pickett, Eddie Phillips      | Nightflight To Venus | 1978 |
| 2 | Perfect (mit Liz Mitchell)      | 3:17  | Malcolm Magaron, Anthony Falverney | Take The Heat Off Me | 1976 |
| 3 | Petit Papa Noël                 | 1:41  | Raymond Vincy, Henri Martinet      | Christmas Album      | 1981 |
| 4 | Plantation Boy                  | 4:58  | Fred Jay, Anthony King             | Love For Sale        | 1977 |

### R
| # | Titel                                 | Dauer | Autoren                                                      | Album                | Jahr |
| - | ------------------------------------- | ----- | ------------------------------------------------------------ | -------------------- | ---- |
| 1 | Rasputin erschien als Single          | 5:10  | Fred Jay, Frank Farian, George Reyam,                        | Nightflight To Venus | 1978 |
| 2 | Ribbons Of Blue                       | 1:02  | Frank Farian, Keith Forsey, Laurie Andrew                    | Oceans Of Fantasy    | 1979 |
| 3 | Ride To Agadir                        | 5:09  | Mike Batt                                                    | Boonoonoonoos        | 1981 |
| 4 | Rivers of Babylon erschien als Single | 5:00  | Frank Farian, Hans-Jörg Mayer, Brent Dowe, Trevor McNaughton | Nightflight To Venus | 1978 |

### S
| #  | Titel                                      | Dauer | Autoren                                              | Album                     | Jahr |
| -- | ------------------------------------------ | ----- | ---------------------------------------------------- | ------------------------- | ---- |
| 1  | Sad Movies                                 | 3:22  | John D. Loudermilk                                   | Boonoonoonoos             | 1981 |
| 2  | Sample City                                | 3:43  | Frank Farian                                         | Eye Dance                 | 1985 |
| 3  | School's Out                               | 3:43  | Frank Farian, Dietmar Kawohl, F. Reuter              | Happy Song / School's Out | 1983 |
| 4  | Silent Lover                               | 4:30  | Fred Jay, Frank Farian, Keith Forsey, Mats Björklund | Love For Sale             | 1977 |
| 5  | Silly Confusion                            | 7:12  | Frank Farian, Dietmar Kawohl, Sandy Davis            | Boonoonoonoos             | 1981 |
| 6  | Somewhere In The World erschien als Single | 4:38  | Sandy Davis, Wolfgang Keilhauer, Tommy Grohé         | Ten Thousand Lightyears   | 1984 |
| 7  | Still I'm Sad                              | 4:38  | Paul Samwell-Smith, Jim McCarty                      | Love For Sale             | 1977 |
| 8  | Strange                                    | 3:29  | Bobby Dobson                                         | Boonoonoonoos             | 1981 |
| 9  | Stories erschien als Single                | 4:38  | Peter Bischof-Fallenstein, Bill Ador, Jean Kluger,   | Love For Sale             | 1977 |
| 10 | Sunny erschien als Single                  | 4:00  | Bobby Hebb                                           | Take The Heat Off Me      | 1976 |

### T
| # | Titel                                                   | Dauer | Autoren                                                        | Album                   | Jahr |
| - | ------------------------------------------------------- | ----- | -------------------------------------------------------------- | ----------------------- | ---- |
| 1 | Take The Heat Off Me                                    | 4:30  | Giancarlo Bigazzi                                              | Take The Heat Off Me    | 1976 |
| 2 | That's Boonoonoonoos / Train To Skaville / I Shall Sing | 5:56  | Frank Farian, Van Morrison, Rainer M. Ehrhardt, Leonard Dillon | Boonoonoonoos           | 1981 |
| 3 | The Carnival Is Over erschien als Single                | 4:20  | Tom Springfield, Catherine Courage                             | Ten Thousand Lightyears | 1984 |
| 4 | Todos Buenos                                            | 4:34  | Frank Farian, Mary S. Applegate                                | Eye Dance               | 1985 |
| 5 | Two Of Us                                               | 3:18  | John Lennon, Paul McCartney, Stefan Klinkhammer                | Oceans Of Fantasy       | 1979 |

### V
| # | Titel       | Dauer | Autoren        | Album                | Jahr |
| - | ----------- | ----- | -------------- | -------------------- | ---- |
| 1 | Voodoonight | 4:20  | Giorgio Sgarbi | Nightflight To Venus | 1978 |

### W
| # | Titel                                                        | Dauer | Autoren                                   | Album                   | Jahr |
| - | ------------------------------------------------------------ | ----- | ----------------------------------------- | ----------------------- | ---- |
| 1 | We Kill The World (Don't Kill The World) erschien als Single | 6:28  | Frank Farian, Giorgio Sgarbi              | Boonoonoonoos           | 1981 |
| 2 | When a Child Is Born                                         | 3:20  | Fred Jay, Zacar                           | Christmas Album         | 1981 |
| 3 | White Christmas                                              | 3:15  | Irving Berlin                             | Christmas Album         | 1981 |
| 4 | Wild Planet                                                  | 4:06  | Frank Farian, Peter Bischof-Fallenstein   | Ten Thousand Lightyears | 1984 |
| 5 | Winter Fairy-Tale                                            | 2:58  | Baierl                                    | Christmas Album         | 1981 |
| 6 | Where Did You Go                                             | 4:09  | Peter Bischof-Fallenstein, Dietmar Kawohl | Ten Thousand Lightyears | 1984 |

### Y
| # | Titel                                                          | Dauer | Autoren                                   | Album     | Jahr |
| - | -------------------------------------------------------------- | ----- | ----------------------------------------- | --------- | ---- |
| 1 | Young, Free And Single (mit Bobby Farrell) erschien als Single | 4:10  | Frank Farian, Mary S. Applegate, R. Rayen | Eye Dance | 1985 |

### Z
| # | Titel                               | Dauer | Autoren                                                       | Album           | Jahr |
| - | ----------------------------------- | ----- | ------------------------------------------------------------- | --------------- | ---- |
| 1 | Zion's Daughter erschien als Single | 3:51  | Georg Friedrich Händel, Frank Farian, Helmut Rulofs, Fred Jay | Christmas Album | 1981 |